# 27
Năm 27 là một năm trong lịch Julius.